# Peter Schumann
Peter Schumann, född 11 juni 1934 i Lüben, nuvarande Lubin i Schlesien, är en tysk-amerikansk teaterregissör och skulptör.

## Biografi
I andra världskrigets slutskede flydde Peter Schumann som 11-åring tillsammans med sin familj till Schleswig-Holstein. 1954-1955 studerade han skulptur vid Kunstgewerbeschule- und Handwerkerschule i Hannover. Därefter studerade han en tid vid Universität der Künste i Berlin men gav upp studierna och flyttade till München där han kom i kontakt med ostasiatisk och expressionistisk konst. 1959 bildade han danskompaniet Gruppe für Neuen Tanz men 1961 emigrerade han tillsammans med sin amerikanska hustru till USA. 1961 uppförde han tillsammans med vänner sin första teaterföreställning, Totentanz i Judson Memorial Church i New York. 1962-1963 ledde han en dockteater med skolbarn från Putney School i Putney, Vermont. Gruppen turnerade i Vermont och Massachussetts. 1963 grundade han dockteatern Bread and Puppet Theater i New York och har lett gruppen sedan dess. Under slutet av 1960-talet engagerade gruppen sig starkt i protesterna mot Vietnamkriget med flera happenings. 1970 fick gruppen en inbjudan om samarbete från Goddard College i Plainfield i Vermont och de bosatte sig på en bondgård i Glover nära gränsen till Kanada. Under andra halvan av 1960-talet genomförde gruppen flera turnéer i Europa. Varje sommar sedan flytten till Vermont arrangerade gruppen The Domestic Resurrection Circus som eventets sista år 1998 hade över 30.000 besökare.
Bread and Puppets stil är präglad av masker och dockor som kan vara upp till fem meter höga. Föreställningarna avslutas alltid med att nybakat bröd delas ut till publiken. Gruppens ideologi står nära den utopiska kommunismen och uppsättningarna har ett bildspråk med religiösa associationer.
2006 höll Peter Schumann en workshop för teaterarbetare i Oslo som avslutades med föreställningen The Battle of the Terrorists and Horrorists. Vid samma tillfälle gjorde han dockor till Grusomhetens Teaters föreställning Den stygge andungen efter H.C. Andersens saga.